# Micromia transsecta
Micromia transsecta là một loài bướm đêm trong họ Geometridae.